# Peguis First Nation
Die Peguis First Nation stellt mit 10.260 anerkannten Angehörigen (Department of Aboriginal Affairs and Northern Development, September 2018) die größte der First Nations in der kanadischen Provinz Manitoba dar. Ihr Reservat liegt etwa 190 km nördlich der Provinzhauptstadt Winnipeg und ihr gehören sowohl Anishinabe als auch Cree an.

## Geschichte

### Ethnogenese

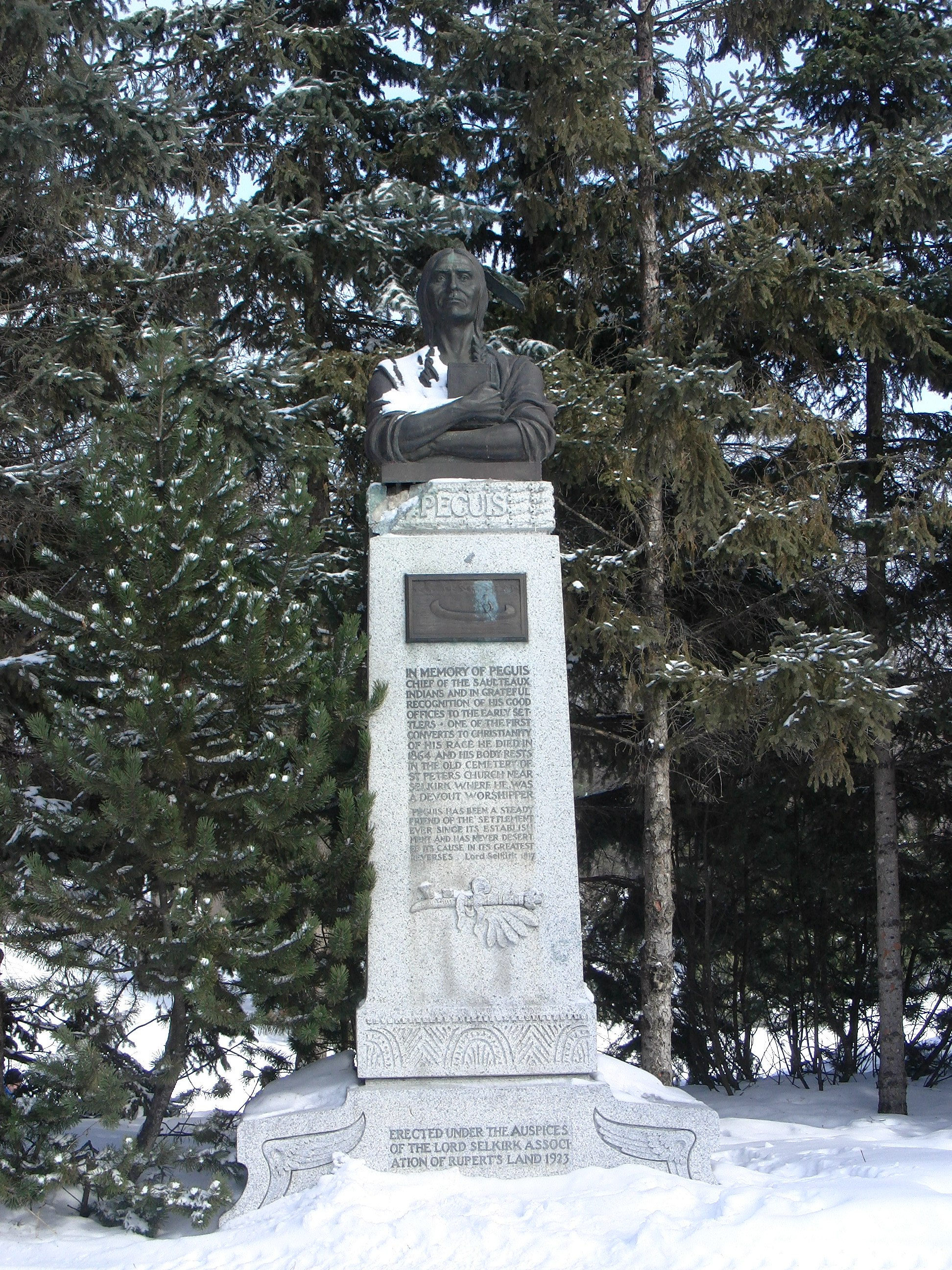
Das 1923 aus Dankbarkeit für die Leistungen Peguis' für die Siedler errichtete Denkmal der Lord Selkirk Association of Rupert's Land im Kildonan-Park in Winnipeg

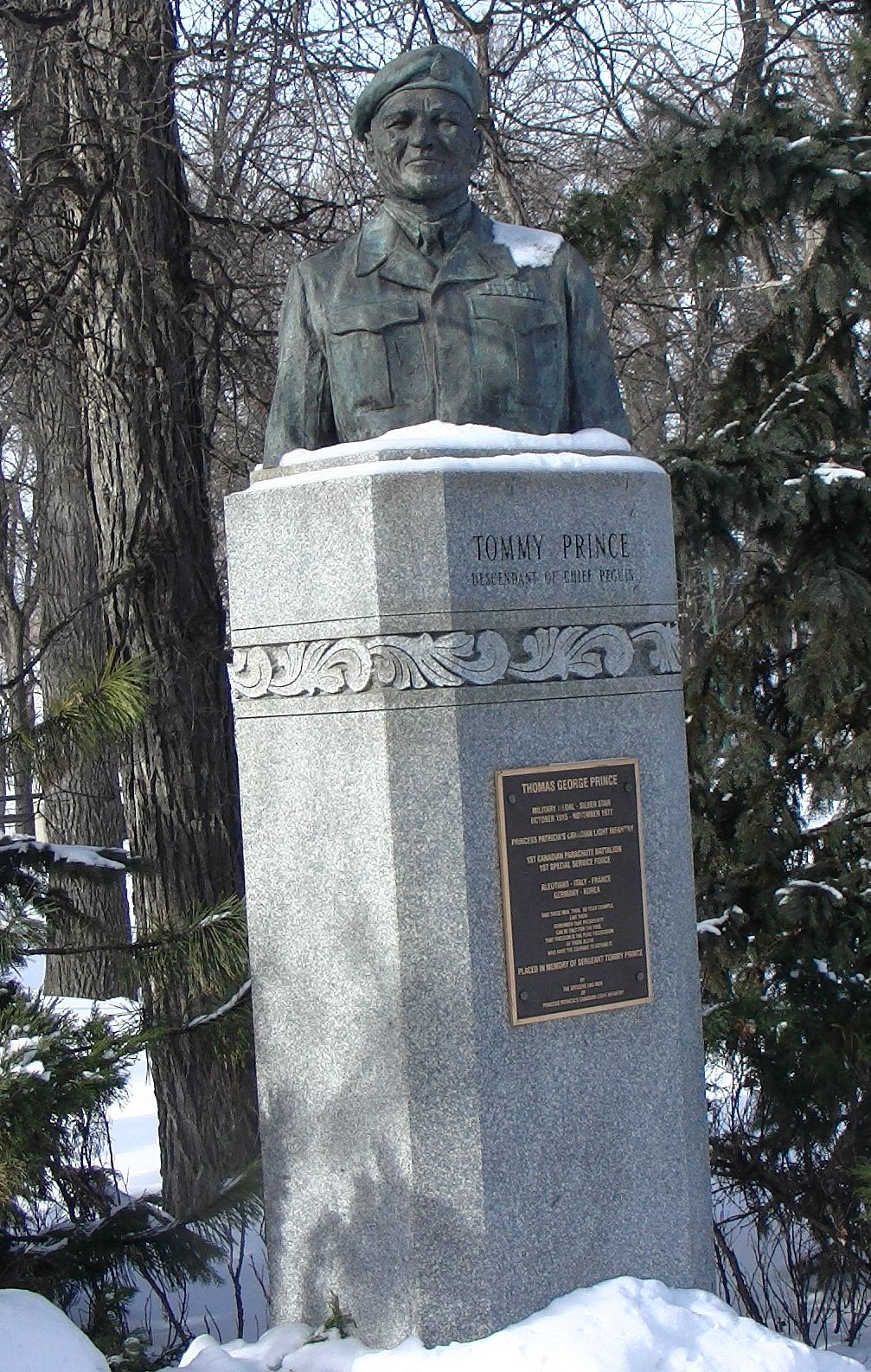
Das zu Ehren seines Sohnes und Nachfolgers Mis koo kinew (Henry Prince) errichtete Denkmal

Nachdem im 18. Jahrhundert britische und französische Gewehre in die Hände der späteren Peguis, die pauschal als Chippewa (nicht zu verwechseln mit den weiter nördlich lebenden Chipewyan) bezeichnet wurden, gekommen waren, zogen sie vom Huronsee westwärts und verdrängten gewaltsam die Cheyenne und Hidatsa in Minnesota und North Dakota.
Der Stamm wurde Ende des 18. Jahrhunderts im Tal des Red River im Gebiet des Parish of St. Peters nördlich der heutigen Stadt Selkirk ansässig. Dort lebten Saulteaux und Cree, ebenso wie Métis und Weiße. Als letztere erstmals 1812 in das Gebiet kamen, wurden sie von den Peguis mit Lebensmitteln versorgt. 1817 unterzeichnete Häuptling Peguis († 1864), der dem Stamm bzw. der First Nation ihren Namen gab, einen Vertrag mit den aus Europa kommenden Siedlern. Er ist bei Sault Ste. Marie (Ontario) geboren.
Um 1870 entstanden die parishes. Peguis besaß zu dieser Zeit, als Kanada entstand, das Recht, Land zu vergeben. Diese Landvergaben wurden anerkannt und auch Peguis' Sohn und Nachfolger Mis koo kinew (Henry Prince), der seinem Vater 1870 im Amt folgte, als Manitoba der Konföderation beitrat, war dazu berechtigt.

### Verträge mit Kanada
Am 3. August 1871 unterzeichnete Mis-Koo-Kinew den ersten der Nummerierten Verträge, die Kanada mit zahlreichen Stämmen zwischen 1871 und 1921 abschloss. Mis-Koo-Kinew unterzeichnete dabei für die sogenannte „St. Peter's Band“, wie die heutigen Peguis bezeichnet wurden. Wie alle unterzeichnenden Nationen, so sollte auch jede Familie der Pequis ein Gebiet von 160 Acre erhalten. Dazu kam nun aber das Land, das von den beiden Häuptlingen vergeben worden war, und das unter den britisch-kanadischen Gesetzen als Privatbesitz aufgefasst wurde. Dies lag am Vertragstext, der festlegte, dass für den Fall, dass sich auf dem für den Stamm vorgesehenen Reservatsland bereits Siedler befanden, ihnen dies belassen werden sollte, und andere, gleich große Gebiete gewählt werden konnten, in denen das Reservatsrecht gelten sollte.
So entstand 1873 die St. Peter’s Indian Reserve, obwohl die Konflikte um von Häuptlingen vergebenes, privates und Reservatsland auf Grundlage des ersten der Nummerierten Verträge nicht gelöst waren. 1885 und 1896 versuchte die kanadische Regierung das Problem durch formale Befragungen vergebens zu lösen. 1906 wurde eine Royal Commission (königliche Kommission) eingesetzt, die unter Leitung des Obersten Richters des Manitoba Court of Appeal das Problem anging, indem sie versuchte, die Auflösung des Reservats einzuleiten. Bei einer ersten Abstimmung, von der nur wenige wussten, konnten sich die Vertreter der Regierung nicht durchsetzen, doch bei einer zweiten erschienen viele angebliche Peguis, und das Ergebnis, die Abtretung der Gebiete, wurde anerkannt. Dagegen wehrten sich 1907 zwar die anwesenden Peguis-Männer – dennoch blieben dem Stamm nur noch 75.000 Acre ihres Landes.

### Landrechte und Kompensationen
1981 wurde Louis J. Stevenson zum Häuptling gewählt. 1987 lud er den südafrikanischen Außenminister Glen Babb zu einem Besuch ein. Interimistisch übernahm er den Posten des Grand Chief of the Assembly of Manitoba Chiefs (1987–1989). 1998 erkannte Kanada an, dass der Vertrag und die Abtretung des Reservats aus dem Jahr 1907 nichtig waren. Im Jahr 2000 wurden erneut Verhandlungen um die Landansprüche mit Ottawa begonnen. 2001 lebten von den 7.124 Peguis rund 4.000 außerhalb des Reservats.
Am 5. Mai 2008 unterzeichneten die Führer der Peguis First Nation einen Vertrag mit der kanadischen Regierung, der sich auf Land bezog, das der Stamm bis 1907 bei Selkirk besessen hatte. Der Stamm erhielt 126.108.803 Dollar als Kompensation, eine Summe, die für die Gemeinde eingesetzt werden sollte. Grundlage war die Berechnung des Wertes des verlorenen Gebietes und des Reservats, dazu kamen die entgangenen Gewinne aus der Gewinnung von Rohstoffen und aus der Landwirtschaft, sowie industrieller Nutzung. Die Differenz zwischen den beiden Ertragsaufstellungen entsprach der Summe der zu zahlenden Kompensation. Ein Trust, der Peguis Trust, wurde eingerichtet, dessen Verwaltung unabhängig vom Department of Indian Affairs and Northern Development sein sollte.
2008 geriet der seit 2007 amtierende Chief Glen Hudson in die Schlagzeilen, als die Taxpayers Union öffentlich machte, dass er einschließlich Reiseaufwendungen ein Jahresgehalt von mehr als 200.000 Dollar erhielt, wobei die Kompensationen von vier seiner Berater noch höher lagen.
Am 12. und 13. Juni 2009 stimmten 46 % der Wahlberechtigten unter den Peguis über die Annahme des Kompensationsvertrages ab, der damit angenommen wurde. Jeder Erwachsene sollte 1000 Dollar erhalten, die übrigen 118 Millionen Dollar in einen Trust einfließen. 2011 hatte der Stamm etwa 7.200 (eigene Angaben) bzw. im August 2011 genau 8.955 vom Staat anerkannte Angehörige.

### Reservate
Die Peguis First Nation besitzt heute neun Reservate: Peguis 1B bis Peguis 1I sowie die St. Peters Fishing Station 1A. Die Gesamtfläche der Reservate beläuft sich auf 30.655,7 ha oder 306,557 km².

### Überschwemmungen 2009 bis 2011
In den Jahren 2009 bis 2011 wurde Peguis von fünf Überschwemmungen getroffen. 2011 trat der Fisher River erneut über seine Ufer und überschwemmte erhebliche Teile des Reservats. Etwa 642 Menschen mussten ihre Häuser verlassen, Mitte April lebten 509 von ihnen in Hotels in Winnipeg, 133 wurden von Verwandten und Freunden in Peguis aufgenommen. Die Regierung von Manitoba sagte Pumpen und sonstige Ausrüstungsgegenstände zu, sowie Geldmittel in Höhe von 1,5 Millionen Dollar. Die Peguis und die Ebb and Flow First Nation verklagten im Mai Manitoba Hydro und die Provinzregierung wegen der ihrer Ansicht nach zu ihren Lasten erfolgten Umleitungen der Wassermassen, bzw. der dadurch entstandenen Schäden.
Peguis Publishers ist ein Verlag in Winnipeg.